# Resolução 53 do Conselho de Segurança das Nações Unidas
Resolução 53 do Conselho de Segurança das Nações Unidas, aprovada em 7 de julho de 1948, levou em consideração um telegrama do mediador das Nações Unidas de 5 de julho de 1948, a resolução aborda um apelo urgente às partes interessadas em aceitar, em princípio, o prolongamento da trégua por um período que iria ser decidido em consulta com o Mediador.
Foi aprovada com 8 votos, e 3 abstenções da Ucrânia, União Soviética e Síria.